# Obelisco risorgimentale di Padergnone
L'obelisco risorgimentale di Padergnone è un monumento che commemora l'esecuzione di ventuno giovani italiani catturati dalle forze austriache a seguito dell'invasione del Trentino del 1848. L'obelisco è situato in una penisola che si estende nel lago di Santa Massenza presso la località di Sottovi, vicino a Padergnone (comune di Vallelaghi).

## Storia

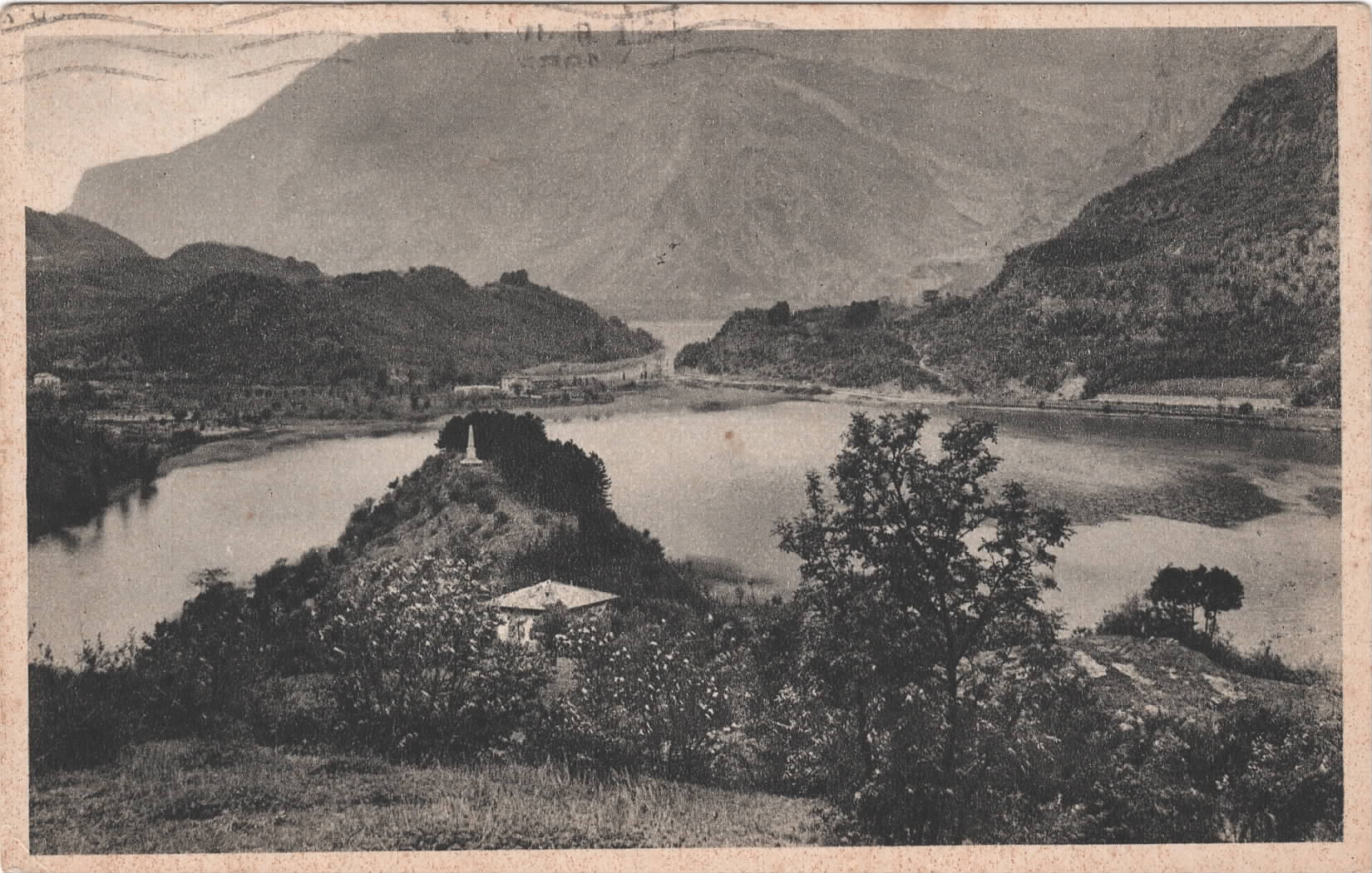
L'obelisco e il lago in una cartolina stampata tra il 1920 e il 1950

Il 5 aprile 1848, i Corpi Volontari Lombardi tentarono di catturare Trento, allora sotto dominio austriaco, nell'ambito della prima guerra di indipendenza italiana; le forze italiane riuscirono a spingersi fino a castel Toblino, dopodiché vennero costrette alla ritirata entro il 27 aprile. Durante questi scontri, il giorno 15 aprile ventun volontari bergamaschi e bresciani vennero catturati nella località di Sottovi, sulla sponda padergnonese del lago di Santa Massenza. Tutti quanti vennero scortati fino al castello del Buonconsiglio, dove furono fucilati sommariamente il 21 aprile.
L'obelisco venne eretto nel 1919 in memoria di questi fatti; al 2011, però, risultava in stato di abbandono.
A Trento la strada che collega piazza Venezia a via Bernardo Cles è dedicata ai Ventuno.

## Descrizione
Sull'estremità superiore del monumento è collocata una stella a cinque punte, simbolo patrio italiano, che funge da puntale. Alla base dell'obelisco è presente un'iscrizione che riporta la seguente memoria:

NELL’ANNO DEI PORTENTI
VENTUNO VOLONTARI
ANELANTI ALLA LIBERAZIONE DI TRENTO
SOVERCHIATI NELL’ULTIMA DIFESA
MOSSERO DA QUESTA CASA AL MARTIRIO
NELLA FOSSA SACRA A L’ITALIA
–
DISPERSA L’ORDA ASSASSINA
AUSPICE LA I° ARMATA LIBERATRICE
I FRATELLI RIVERENTI RAMMEMORANO
–
XVI APRILE MDCCCXLVIII  - MCMXIX

### Approfondimenti
- Dossi P. Ilario M. C., Ricordando i 21 fucilati a Trento nel 1848, in Alba Trentina, I, gennaio 1922,  pp. 97-108.
- P. I. Zanolli, Nel LXX anniversario d'un esecrando eccidio (i ventun fucilati nel castello di Trento), in Alba Trentina, IV, aprile 1918,  pp. 167-169.
- Giovanni Ciccolini, I Ventuno del 16 aprile 1848, in Vita Trentina, n. 15, Trento, 10 aprile 1930.